# Neolygrus trifasciatus
Neolygrus trifasciatus is een keversoort uit de familie van de boktorren (Cerambycidae). De wetenschappelijke naam van de soort werd in 1898 als Lygrus trifasciatus gepubliceerd door Charles Owen Waterhouse.